# جان بوير (ملحن)
جان بوير (بالفرنسية: Jean Boyer)‏ هو ملحن فرنسي، ولد في القرن السادس عشر، وتوفي في 1 مايو 1648.

## وصلات خارجية
- جيان بوير على موقع ميوزك برينز (الإنجليزية)
- جيان بوير على موقع ديسكوغز (الإنجليزية)